# Peter Hanneberg

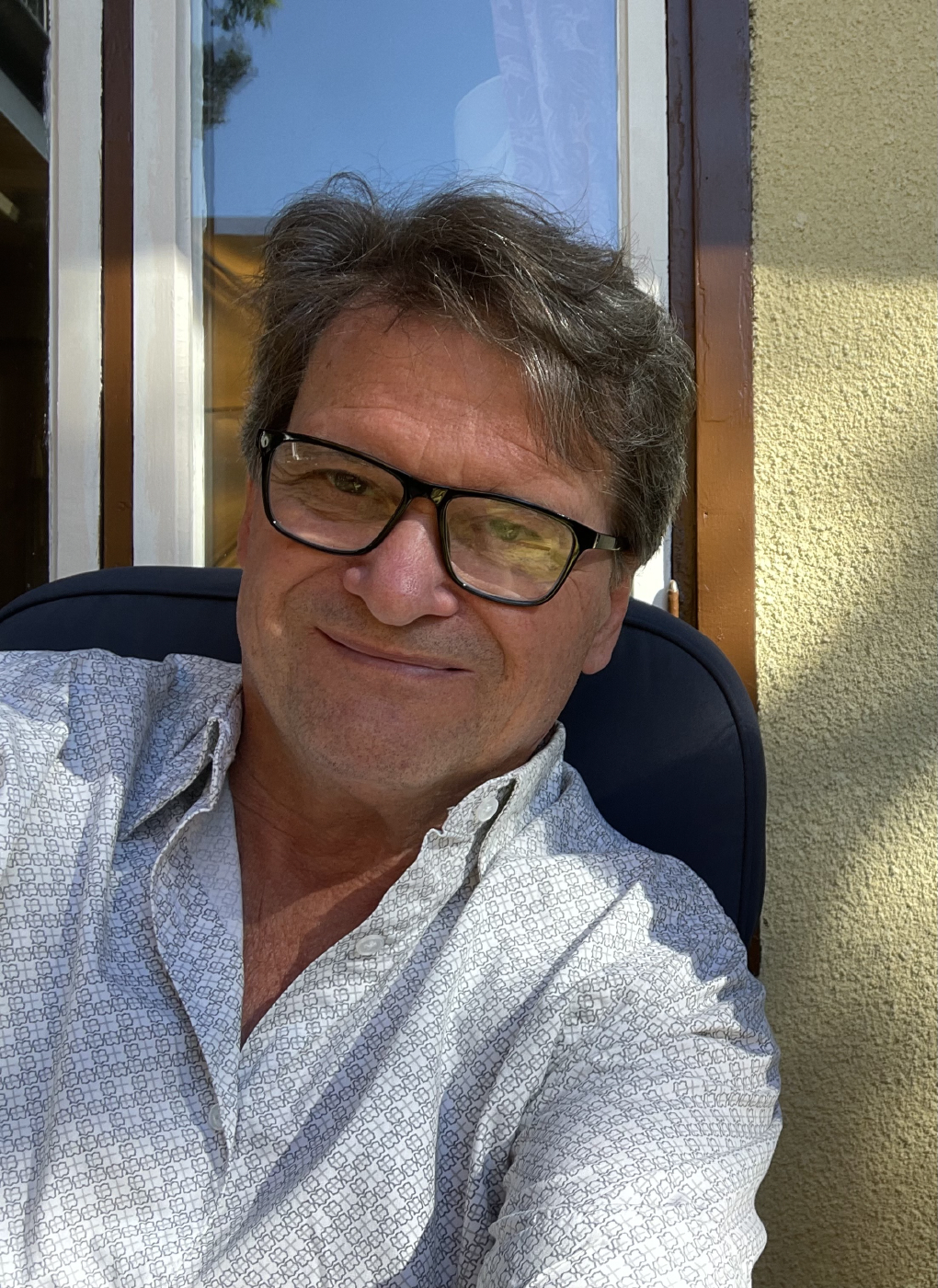
Peter Hanneberg, midsommarafton 2022.

Kjell Erik Jan Peter Hanneberg, född 1 november 1950 i Korpilombolo, Norrbottens län, är en svensk författare, journalist och fotograf med inriktning på natur- och kulturmiljövård, ansvarsfull turism och skildringar av främmande länder. Hanneberg är engagerad i kultur- och naturskydd och hans författarskap består ofta av reseskildringar från skyddsvärd natur och kultur. Han har vunnit Världsnaturfonden WWF:s pris Årets Pandabok tre gånger för sina naturböcker, samt Sveriges Ingenjörers miljöpris för journalister och Naturvårdsverkets utmärkelse Årets Naturfotograf.
Hanneberg är uppvuxen i Haparanda, men bosatt i Nacka sedan 1980.

## Journalist och författare

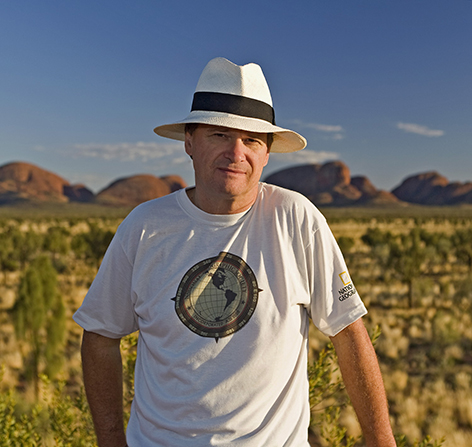
Hanneberg under en research-resa 2009 i Uluru-Kata Tjuta, Australien.

Efter naturvetenskaplig och journalistisk utbildning vid Stockholms universitet hade Hanneberg i mitten av 1980-talet etablerat sig som miljö- och vetenskapsjournalist samt utgav 1984 sin första bok Seychellerna – fristad i oceanen. Han har därefter förmedlat upplevelser av och engagemang för skyddsvärd natur och kultur från hela världen genom medverkan i ett 25-tal böcker och hundratals tidningsartiklar. På Dagens Nyheter är han  frilansmedarbetare sedan 1980. Han är en av landets bredast publicerade reseskribenter. 
På miljösidan har Hanneberg som journalist och författare koncentrerat sig på vattenfrågor, områdesskydd, internationell naturvård och hållbar turism. På 1980-talet verkade han för fjällurskogarnas, nationalparkernas och norrlandsälvarnas bevarande. I en serie reportage i Dagens Nyheter 1980 och i Naturskyddsföreningens årsbok 1982 visade han hur en rad smygande exploateringshot hade gjort intrång i de lagskyddade nationalparkerna i fjällkedjan. Han bidrog 1986 till att Råneälven undgick vattenkraftsutbyggnad. Hanneberg avslöjade fakta om kvicksilverutlakning och andra miljöeffekter av en utbyggnad, som Vattenfall hade försökt undanhålla. I samma period hade han bidragit som undersökande journalist till att Edängeforsen i Hälsingland sparades. För sina insatser erhöll han Stiftelsen Älvräddarnas stipendium 1987.Åren därpå följde han den orörda Kalixälven från källorna på Kebnekaise till Bottenviken och skrev boken Levande älv – längs Kalixälven från fjäll till hav. Han var också medproducent till TV-filmen Floden 1990. Boken och filmen blev inlägg i debatten kring bevarandet av de fyra stora norrlandsälvarna. 
Peter Hanneberg var anställd 1982-1989 vid Naturvårdsverkets tidning Miljöaktuellt och sedan i olika perioder under tolv år chefredaktör för tre internationella publikationer om miljö och hållbart samhälle. Enviro – International Magazine on the Environment var ett magasin med inriktning på EU, som han utvecklade för Naturvårdsverket och var chefredaktör för 1990-1999. Det gjorde han om till en mindre nyhetstidning EnviroReport, som han ansvarade för två år 1999-2001, tills han utsågs till chefredaktör för Tomorrow – Global Sustainable Business, ett fristående magasin om hållbarhet riktat till företag. Hans engagemang för skyddet av våra nationalparker ledde till att han 1997 producerade boken Nationalparkerna i Sverige för Naturvårdsverket, för vilken han var redaktör och engagerade tolv olika författare. 
Hanneberg har besökt omkring 200 av FN:s världsarv och producerat två stora böcker och många artiklar i ämnet. 1996–2003 var han en av experterna i Seychelles Islands Foundation, ett förvaltningsråd för Seychellernas naturvärldsarv. År 2000 utgav han och Claes Grundsten sin bok om fyrtio av FN:s naturvärldsarv, och under 00-talet arbetade Hanneberg på ett praktverk om 100 utvalda kulturvärldsarv, vilket utgavs 2012 inför 40-årsjubileet av FN:s Världsarvskonvention.   
2000 blev Hanneberg den förste författaren att få Världsnaturfondens naturbokspris Årets Pandabok för tredje gången. 2001 vann han Civilingenjörsförbundets miljöpris för media. Under 2010-talet arbetade han på sitt stora verk Öar – världshavens unika utposter, som utgavs på Max Ström 2019. 

## Fotograf
Som fotograf har Hanneberg använt bilden för att förstärka miljö-, kultur- och resejournalistiken. Han utsågs av Naturvårdsverket till Årets Naturfotograf 2019. Han har två gånger, bland annat i guideboksprojektet Upplev Sverige, rest genom hela landet för att dokumentera tusentals sevärdheter fotografiskt. På FN-dagen år 2000 invigdes Hannebergs och Claes Grundstens fotografiska utställning om jordens naturvärldsarv på Galleri Kontrast i Stockholm av kung Carl Gustaf och miljöminister Kjell Larsson. I en recension 2012 av Världsarv – människans mästerverk skrev Dagens Nyheter att "Peter Hanneberg är en gudabenådad fotograf", som "visar världen när den är som vackrast, och även mänsklighetens storhet". Hanneberg är "en av få svenskar som presenterats med bildreportage i National Geographic".

## Miljöengagemang
Peter Hanneberg har varit drivande i flera organisationer med miljöinriktning. 1990 grundade han Naturvårdsverkets stipendium Årets Naturfotograf, tillsammans med Claes Grundsten. Hanneberg var priskommitténs koordinator och föredragande 1990–1999.  Han deltog också i bildandet av Miljöjournalisternas förening 1990 och tio år före det av Svensk-Seychelliska föreningen. I juni 1992 i Rio de Janeiro bevakade han som miljöjournalist FN:s miljö- och fattigdomskonferens (UNCED), en legendarisk milstolpe inom den globala miljövården och fattigdomsbekämpningen. Hanneberg deltog också som journalist i FN:s Rio-uppföljande konferenser i Nassau 1994, i FN:s högkvarter i New York 1997, samt Rio+10-mötet (WSSD) i Johannesburg 2002. 
Under 1990-talet var han den nybildade organisationen Stockholm Water Prize' utsände. Han reste till varje års vattenpristagare på deras respektive institutioner eller vattenprojekt på olika kontinenter, för att dokumentera och skriva om deras prisade forskning. När Stockholm Water Prize fyllde tio år vid millennieskiftet, gav han ut boken Our Struggle for Water om prisets unga historia och tio första pristagare. För sitt mångåriga arbete med vattenfrågor invaldes han 2001 ledamot på livstid i The Water Academy, på Stol 179.
Det är i samarbete med WWF som Hanneberg har verkat längst, sedan 1980-talets mitt, med sitt miljöengagemang framför allt som publicist och rådgivare. 1996 grundade Hanneberg Svenska Ekoturismföreningen i samarbete med WWF:s generalsekreterare Jens Wahlstedt och bland andra naturfotografen Staffan Widstrand. Hanneberg var då avdelningsdirektör och chefredaktör vid Naturvårdsverket, samt ordförande i WWF:s Projekt Ekoturism. Han kallade till det konstituerande mötet den 8 maj 1996 efter att ha givit ut debattboken Ekoturism eller ekoterrorism. Hannebergs två förslag i boken, dels om ekoturism som verktyg i biståndet, dels om miljömärkning av turism, var de första i sitt slag i Sverige. Ekoturismföreningen utvecklade senare Naturens Bästa under ledning av Staffan Widstrand och Per Jiborn, en helt ny kvalitetsmärkning av ekoturism som sedan vuxit och vunnit uppmärksamhet även internationellt.
Hanneberg invaldes 2005 till ledamot i WWF:s individuellt utsedda förtroenderåd, lett av kung Carl Gustaf, och som ordförande i WWF:s Valnämnd genomförde han under fem år en rad viktiga förändringar i styrelsens och Förtroenderådets sammansättningar. 

## Utmärkelser och uppdrag
- Årets Pandabok 1985
- Travellers Club Jubileumsstipendium 1986
- Stiftelsen Älvräddarnas Stipendium 1987
- Årets Pandabok 1992
- Ordförande för WWF:s Projekt Ekoturism (1993-1996)
- Overseas Expert i Seychelles Islands Foundation (1996-2003)
- The Society of Newspaper Design's Award of Excellence 2000
- Årets Pandabok 2001
- Civilingenjörsförbundets Miljöpris för Media 2001 (namnbyte 2007: Sveriges Ingenjörers miljöpris)
- Stol nr 179 i The International Water Academy (2001-)
- Sveriges Författarförbunds 10-åriga författarstipendium 2005
- Personlig ledamot i HMK Carl XVI Gustafs förtroenderåd i Världsnaturfonden (2005-)
- Ordförande i Världsnaturfonden WWF:s Valnämnd (2013-2018)
- Nominerad till Svenska Publishingpriset 2013 med boken Världsarv – människans mästerverk
- Årets Naturfotograf 2019